# 타니스트리
타니스트리(Tanistry)는 게일인 특유의 작위·영토 계승제도이다. 지배자의 부계 일족의 중에서 골라진 타나스터(아일랜드어: Tánaiste, 스코틀랜드 게일어: Tànaiste, 맨어: Tanishtey)가 후계자이자 2인자가 되었다. 타니스트리는 아일랜드, 스코틀랜드, 맨섬에서 실시되었으며 오늘날 아일랜드 공화국의 부총리 직함도 "타나스터"라고 한다. 타나스터 후보자는 로담나(roydammna, 문자 그대로 해석하면 "왕이 될 사람")의 수장들 중 골라지거나 또는 지배자의 씨족에 속한 성인 남성 전체가 후보자였다. 이후 일족 구성원들이 투표하여 타나스터를 결정하는 일종의 선거군주제라고 할 수 있다.
기원후 400년 이후 게일인들이 스코틀랜드에 정착하면서 타니스트리를 비롯한 게일 관습들이 그대로 수출되었다. 한편 스코틀랜드의 원주민인 픽트인들은 게일인들과 상속법을 공유하지 않았다. 게일인의 타니스트리에서는 여성의 상속이나 외가 남성의 상속은 인정되지 않았지만 픽트인들은 외가 상속을 인정했다. 스코틀랜드에서는 1005년 말 콜룸 2세 이전까지 알핀 가의 부계 혈통 남성들을 후보자로 하는 타니스트리가 이루어졌다. 말 콜룸 2세는 선거군주제로 인해 계속되는 집안싸움을 종결시키고자 세습군주제를 처음 도입했다. 또한 그에게는 딸밖에 없었기 때문에 여성의 상속도 인정하게 되었다.
아일랜드에서는 16세기 중반 잉글랜드식 상속법이 도입되기 전까지 주요 왕조들에서 타니스트리를 상속법으로 계속 이용했다. 아일랜드의 왕조들에서는 끝까지 여성 상속이 인정되지 않았다.

## 같이 보기
- 군장국가
- 씨족
- 왕조
- 선거군주제
- 아르드리
- 아일랜드계 왕국 목록
- 만달라 체제
- 왕위 계승
- 부계제

## 참고 문헌
- Irish Kings and High Kings, Francis John Bryne, Dublin, 1973.
- 본 문서에는 현재 퍼블릭 도메인에 속한 브리태니커 백과사전 제11판의 내용을 기초로 작성된 내용이 포함되어 있습니다.